# Tissemsilt

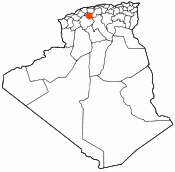
Tissemsilts läge i Algeriet.

Tissemsilt (arabiska تسمسيلت) är en stad och kommun i norra Algeriet och är administrativ huvudort för en provins med samma namn. Folkmängden i kommunen uppgick till 75 197 invånare vid folkräkningen 2008, varav 66 084 invånare bodde i centralorten.